# Lubań (potok)
Lubań, Lubański Potok, Skalny Potok, Skalny – potok, lewy dopływ Krośnicy o długości 6,83 km i powierzchni zlewni 6,27 km².
Źródła potoku znajdują się na wysokości około 1125 m na południowych stokach Lubania w Gorcach. Spływa w kierunku południowo-wschodnim przez miejscowość Grywałd, przepływa pod drogą wojewódzką nr 969 i uchodzi do Krośnicy na wysokości 484 m.
Górna część zlewni potoku Lubań znajduje się w porośniętych lasem partiach Lubania, dolna część w bezleśnych, pokrytych polami i zabudowaniami obszarach miejscowości Grywałd. Lubań ma kilka niewielkich dopływów, największy z nich to potok Piekło, którego cały bieg znajduje się w zalesionych partiach masywu Lubania. Nazwę Piekło podaje wykaz wód płynących Polski, na mapie Geoportalu potok ten opisany jest jako Piekiełko.
Najwyższa część Lubańskiego Potoku znajduje się w granicach wsi Krośnica, pozostała, dużo większa część w granicach Grywałdu w województwie małopolskim, w powiecie nowotarskim, w gminie Krościenko nad Dunajcem.